# Oudemansiella melanotricha
Oudemansiella melanotricha är en svampart som först beskrevs av Dörfelt, och fick sitt nu gällande namn av Meinhard (Michael) Moser 1983. Oudemansiella melanotricha ingår i släktet Oudemansiella och familjen Physalacriaceae.   Inga underarter finns listade i Catalogue of Life.
I den svenska databasen Dyntaxa används istället namnet Xerula melanotricha för samma taxon.  Arten har ej påträffats i Sverige.